# Cyatheaceae

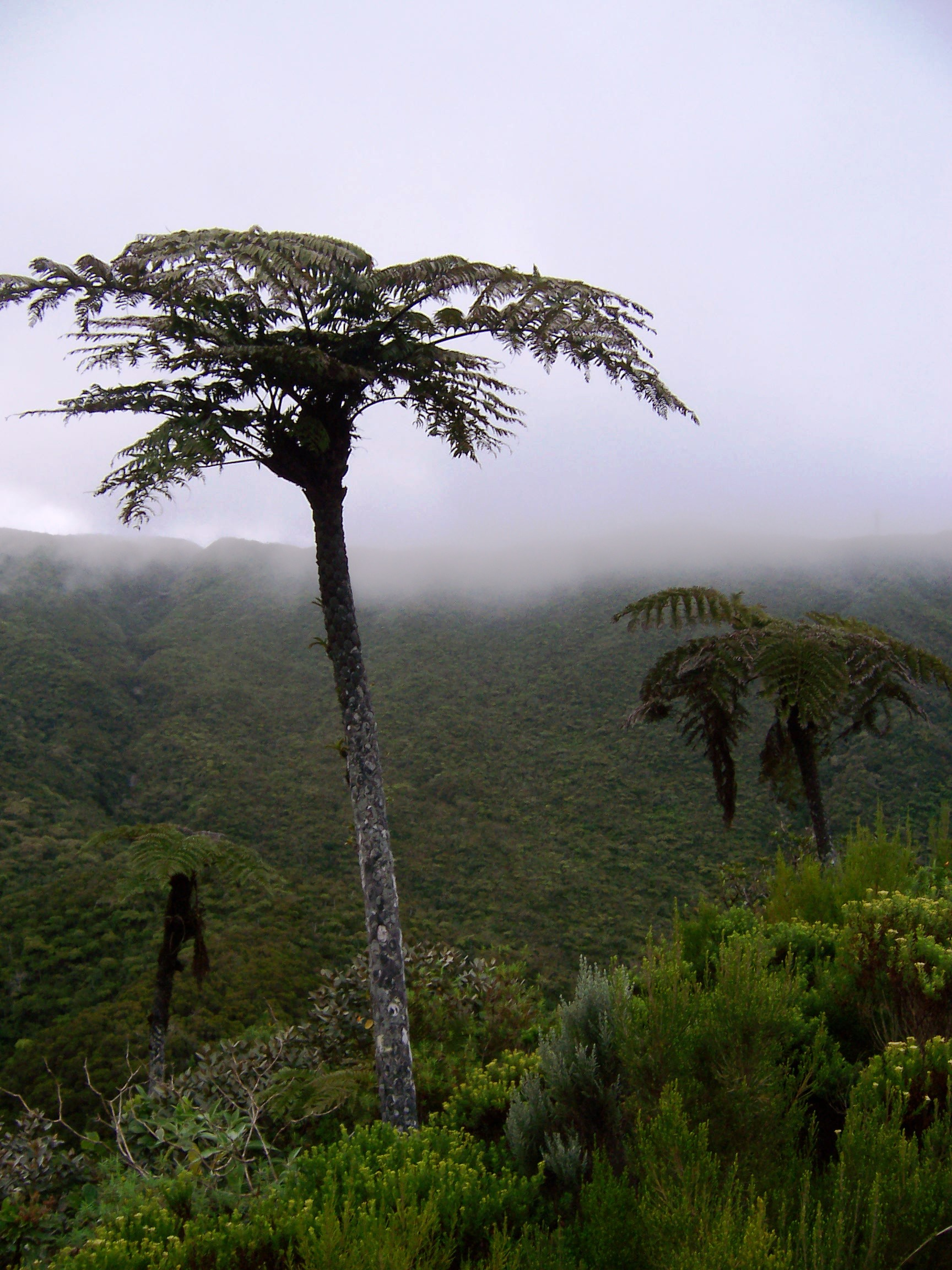
Cyathea glauca.

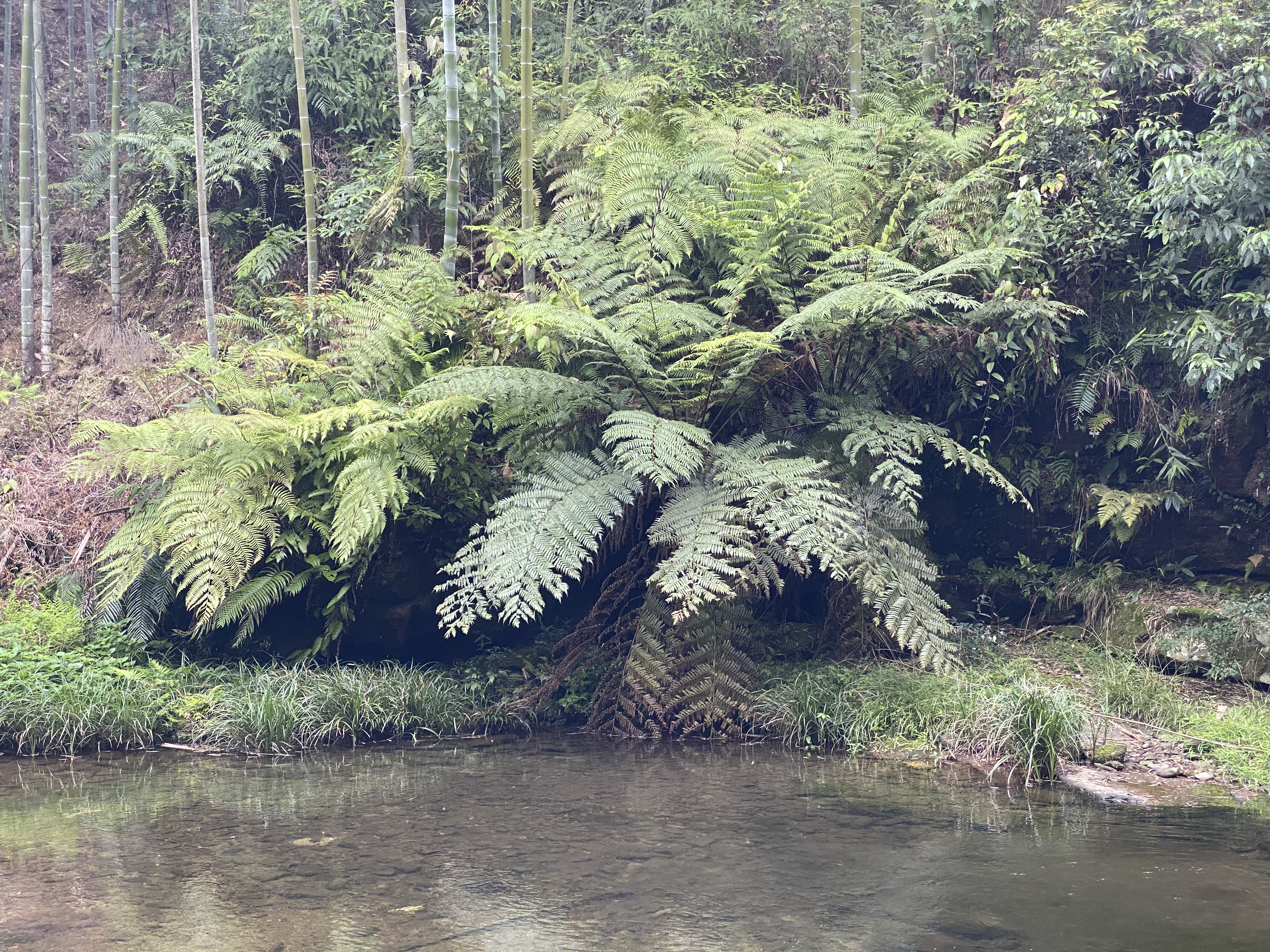
Cyatheaceae no vale de Long Bao.

Cyatheaceae é uma família de plantas vasculares do grupo das monilófitas, incluída na ordem Cyatheales da classe Polypodiopsida, que agrupa cerca de 640 espécies, entre as quais os maiores fetos arbóreos conhecidos, plantas que podem atingir alturas de até 20 metros. São plantas muito antigas, aparecendo no registo fóssil a partir do final do período Jurássico, apesar dos géneros modernos terem, provavelmente, evoluído no período Terciário.

## Morfologia
As  Cyatheaceae são uma família de polipodiófitos, grupo conhecido por fetos arbóreos escamosos, uma das oito famílias da ordem Cyatheales na classificação do Pteridophyte Phylogeny Group de 2016 (PPG I). Alternativamente, a família pode ser definida de forma muito mais ampla (Cyatheaceae sensu lato) como a única família na ordem Cyatheales, com a família PPG I tratada como a subfamília Cyatheoideae. A circunscrição taxonómica mais restrita tem vindo a ganhar favor, particularmente depois de dotada no sistema PPG I, de 2016.
A família inclui os fetos arbóreos mais altos do mundo, que atingem alturas de até 20 m. São também plantas muito antigas, aparecendo no registo fóssil a partir do Jurássico tardio, embora os géneros modernos tenham provavelmente aparecido no Cenozoico. Cyatheaceae é a maior família de pteridófitos, incluindo cerca de 640 espécies. Cyatheaceae e Dicksoniaceae, juntamente com Metaxyaceae e Cibotiaceae, não formam um grupo monofilético fortemente suportado e podem ser parafiléticos, mas vários subgrupos individuais são bem suportados como sendo monofiléticos. As Cyatheaceae são fetos leptosporangiados, o grupo mais familiar de monilófitas.
As suas frondes são também muito grandes, das maiores do reino vegetal. Algumas espécies possuem frondes que atingem 3-4 metros e uma largura de copa de cerca de 6 metros. Os soros (aglomerações de esporos) desenvolvem-se afastados das margens das pínulas (pequenas "folhas" da fronde), e são alongados ou arredondados. Além disso, possuem dictiostelos policíclicos, pneumatódios descontínuos em duas linhas, nervuras simples ou bifurcadas e soros superficiais terminais. Os esporos podem ser tetraédricos e ornamentados de diversas maneiras, e o gametófito é geralmente verde. A maioria dos membros das Cyatheaceae é terrestre, com algumas exceções, como é o caso de algumas espécies epífitas ou trepadoras.
As Cyatheaceae têm geralmente um único rizoma (caule), ereto ou rastejante. As suas frondes (folhas) são também muito grandes, embora não tão grandes como os fetos arbóreos da família Marattiaceae. Algumas espécies têm frondes que atingem 3-4 m de comprimento, e têm uma largura final de copa de cerca de 6 m. As frondes são circinadas antes de se desdobrarem e geralmente compostas pinadas ou bipinadas, com folíolos profundamente lobadas. As folhas grandes são cobertas por escamas e pêlos, e apresentam soros (aglomerados de esporos) na parte inferior.
Os soros são frequentemente cobertos por uma camada, de tecida chamado indúsio, uma caraterística útil para classificar as Cyatheaceae. Alguns indúsios são em forma de taça (indúsios ciateóides), enquanto outros são em forma de capuz (indúsioa hemitelioides), envolvem o sorus (indúsios sphaeropteroides), ou escamosos. Tal como a maioria dos fetos, os membros das Cyatheaceae são homosporos. As Cyatheaceae encontram-se tanto nas florestas tropicais húmidas de montanha como nas florestas nubladas do Novo e do Velho Mundo, com algumas espécies a estenderem-se às regiões temperadas do sul. A maioria das Cyatheaceae são terrestres, sendo uma delas uma epífita facultativa e algumas com hábito rastejante.
As Cyatheaceae pode ser distinguidas do género arborescente Dicksonia pela presença de escamas, pela posição dos soros e pela morfologia dos esporângios e esporos. Nas Cyatheaceae, os soros ocorrem longe das margens das pínulas e são alongados ou arredondados. PAra além disso, todos os representantes desta família possuem escamas, o que os ajuda a diferenciar dos membros da família Dicksoniaceae, que apreentam tricomas.

## Taxonomia e filogenia
Desde 2019 que coexistem duas circunscrições taxonómicas diferentes para a família Cyatheaceae, como resumido na tabela abaixo. Na classificação do Pteridophyte Phylogeny Group de 2016 (sistema PPG I), a família é uma das oito famílias que são agrupadas na ordem Cyatheales, e tem três géneros. Na classificação de Christenhusz & Chase (2014), a família é a única da ordem Cytheales, sendo as famílias da PPG I reduzidas a subfamílias. Nessa circunscrição inclui 13-14 géneros. A circunscrição sensu stricto do sistema PPG I é usada aqui:
| PPG I (2016)                      | Christenhusz & Chase (2014)             |
| --------------------------------- | --------------------------------------- |
| Ordem Cyatheales A.B.Frank        | Ordem Cyatheales A.B.Frank              |
|                                   | Família Cyatheaceae Kaulf.              |
| Família Thyrsopteridaceae C.Presl | subfamília Thyrsopteridoideae B.K.Nayar |
| Família Loxsomataceae C.Presl     | subfamília Loxsomatoideae Christenh.    |
| Família Culcitaceae Pic.Serm.     | subfamília Culcitoideae Christenh.      |
| Família Plagiogyriaceae Bowe      | subfamília Plagiogyrioideae Christenh.  |
| Família Cibotiaceae Korall        | subfamília Cibotioideae Nayer           |
| Família Metaxyaceae Pic.Serm.     | subfamília Metaxyoideae B.K.Nayar       |
| Família Dicksoniaceae M.R.Schomb. | subfamília Dicksonioideae Link          |
| Família Cyatheaceae Kaulf.        | subfamília Cyatheoideae Endl.           |

### Géneros
Uma vez que o número exato de espécies não é conhecido, a classificação das Cyatheaceae sensu stricto tem tido uma história longa e controversa, e ainda continua a ser revista. Três tentativas de clado, correspondentes a três géneros monofiléticos, foram propostos: Alsophila, Cyathea e Sphaeropteris. Estes clados são frequentemente utilizados como nomes de géneros. Também foram sugeridos como géneros Cnemidaria, Trichopteris (ou Trichipteris) e Nephelea (ou Nephelia). Inicialmente, a morfologia do indúsio e das escamas foram utilizados para organizar as Cyatheaceae numa classificação taxonómica de base morfológica. Mais recentemente, foi utilizado o DNA plastidial, sugerindo que as Cyatheaceae devem ser divididas em quatro clados: Sphaeropteris, Cyathea, Alsophila e Gymnosphaera + A. capensis. Contudo, permanece sem consenso quais dos grupos devem ser considerados géneros e quais os que devem ser considerados como subgéneros.

### Relações filogenéticas
Cyatheaceae é uma família que forma um grupo monofilético. Este grupo, juntamente as famílias Dicksoniaceae, Metaxyaceae e Cibotiaceae formam o chamado clado core tree ferns, que pode ser traduzido como fetos arbóreos nucleares. Estudos de Korall indicaram que o género Hymenophyllopsis, anteriormente pertencente à família Hymenophyllopsidaceae, se agrupa com Cyathea, um género da família Cyatheaceae, formando um clado bem suportado. Uma característica muito similar entre Hymenophyllopsis e Cyatheaceae é a presença de escamas verdadeiras no rizoma e na base do pecíolo.
A família Cyatheaceae foi descrita pela primeira em 1827 por Georg Friedrich Kaulfuss. Posteriormente, muitos estudos foram feitos discutindo a organização dos géneros. Em 2006, Smith et al. descreveu novamente a família, dessa vez adotando 6 géneros: Sphaeropteris, Alsophila, Nephelea, Trichipteris, Cyathea e Cnemidaria. A classificação mais consensual atualmente foi proposta em 2011, numa revisão bibliográfica das licófitas, pelo autor Christenhusz et al. Nessa classificação são considerados 4 géneros: Alsophila, Cyathea, Gymnosphaera e Sphaeropteris. A classificação filogenética adotada pelo Pteridophyte Phylogeny Group em 2016 (a PPG I) aceita três géneros, colocando o clado Gymnosphaera no interior do género Alsophila:
- Alsophila R.Br., com cerca de 275 espécies;
- Cyathea Sm., com cerca de 265 espécies;
- Sphaeropteris Bernh., com cerca de 103 espécies.

|  | Cyathea                                                    |
|  |                                                            |
|  | \| \| Alsophila \| \| \| \| \| \| Gymnosphaera \| \| \| \| |
|  |                                                            |
|  | Alsophila                                                  |
|  |                                                            |
|  | Gymnosphaera                                               |
|  |                                                            |

|  | Alsophila    |
|  |              |
|  | Gymnosphaera |
|  |              |

|  | Cyathea                                                    |
|  |                                                            |
|  | \| \| Alsophila \| \| \| \| \| \| Gymnosphaera \| \| \| \| |
|  |                                                            |
|  | Alsophila                                                  |
|  |                                                            |
|  | Gymnosphaera                                               |
|  |                                                            |

|  | Alsophila    |
|  |              |
|  | Gymnosphaera |
|  |              |

|  | Cyathea                                                    |
|  |                                                            |
|  | \| \| Alsophila \| \| \| \| \| \| Gymnosphaera \| \| \| \| |
|  |                                                            |
|  | Alsophila                                                  |
|  |                                                            |
|  | Gymnosphaera                                               |
|  |                                                            |

|  | Alsophila    |
|  |              |
|  | Gymnosphaera |
|  |              |

|  | Cyathea                                                    |
|  |                                                            |
|  | \| \| Alsophila \| \| \| \| \| \| Gymnosphaera \| \| \| \| |
|  |                                                            |
|  | Alsophila                                                  |
|  |                                                            |
|  | Gymnosphaera                                               |
|  |                                                            |

|  | Alsophila    |
|  |              |
|  | Gymnosphaera |
|  |              |

|  | Gymnosphaera                                          |
|  |                                                       |
|  | \| \| Alsophila \| \| \| \| \| \| Cyathea \| \| \| \| |
|  |                                                       |
|  | Alsophila                                             |
|  |                                                       |
|  | Cyathea                                               |
|  |                                                       |

|  | Alsophila |
|  |           |
|  | Cyathea   |
|  |           |

|  | Gymnosphaera                                          |
|  |                                                       |
|  | \| \| Alsophila \| \| \| \| \| \| Cyathea \| \| \| \| |
|  |                                                       |
|  | Alsophila                                             |
|  |                                                       |
|  | Cyathea                                               |
|  |                                                       |

|  | Alsophila |
|  |           |
|  | Cyathea   |
|  |           |

|  | Gymnosphaera                                          |
|  |                                                       |
|  | \| \| Alsophila \| \| \| \| \| \| Cyathea \| \| \| \| |
|  |                                                       |
|  | Alsophila                                             |
|  |                                                       |
|  | Cyathea                                               |
|  |                                                       |

|  | Alsophila |
|  |           |
|  | Cyathea   |
|  |           |

|  | Gymnosphaera                                          |
|  |                                                       |
|  | \| \| Alsophila \| \| \| \| \| \| Cyathea \| \| \| \| |
|  |                                                       |
|  | Alsophila                                             |
|  |                                                       |
|  | Cyathea                                               |
|  |                                                       |

|  | Alsophila |
|  |           |
|  | Cyathea   |
|  |           |

## Domínios e estados de ocorrência no Brasil
A família Cyatheaceae pode ser encontrada em todos os estados brasileiros, com exceção do Maranhão e do Rio Grande do Norte.  Está presente no Cerrado, na Mata atlântica, na Amazônia e no Pampa. Também pode ser encontrada em ilhas oceânicas como Trindade. 
O mapa da distribuição pode ser encontrado aqui